# 莱塞萨尔
莱塞萨尔（法語：Les Essarts，法語發音：[lez‿esaʁ]）是法国卢瓦尔河地区大区旺代省的一个旧市镇，位于该省中部偏东北，属于永河畔拉罗什区。2016年1月1日，莱塞萨尔和相邻的另外3个市镇合并为新市镇埃萨尔昂博卡日，并成为新市镇的政府驻地。

## 地理
莱塞萨尔（46°46'25"N, 1°13'41"W）面积56.24 平方千米，位于法国卢瓦尔河地区大区旺代省，该省份为法国西部沿海省份，北起大西洋卢瓦尔省和曼恩-卢瓦尔省，西临大西洋，南至滨海夏朗德省，东部及东南部与德塞夫勒省接壤。
与莱塞萨尔接壤的市镇（或旧市镇、城区）包括：绍谢、圣安德烈古勒杜瓦、圣弗洛朗斯、圣塞西尔、圣马丹德努瓦耶、拉梅拉蒂耶尔、布洛涅。
莱塞萨尔的时区为UTC+01:00、UTC+02:00（夏令时）。

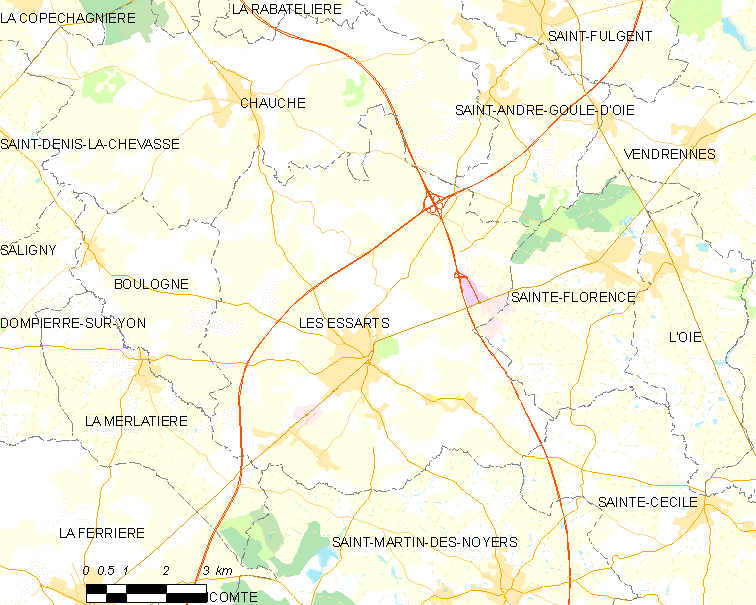
莱塞萨尔的OSM定位图

## 行政
莱塞萨尔的邮政编码为85140，INSEE市镇编码为85084。

## 政治
莱塞萨尔所属的省级选区为尚托奈县。

## 人口

1962-2008年间莱塞萨尔人口变化图示

莱塞萨尔于2018年1月1日时的人口数量为5586人。